# Saint-Bonnet-le-Château
Saint-Bonnet-le-Château là một xã trong tỉnh Loire miền trung nước Pháp.